# Obljubljena dežela (film, 1975)
Obljubljena dežela (poljsko Ziemia obiecana) je poljski dramski film iz leta 1975, ki ga je režiral Andrzej Wajda in zanj tudi napisal scenarij ter temelji na istoimenskem romanu Władysława Reymonta it leta 1898. V glavni vlogah nastopajo Daniel Olbrychski, Wojciech Pszoniak in Andrzej Seweryn, kot Poljak, Nemec in Jud, ki poskušajo zgraditi tovarno v obdobju surovega kapitalizma 19. stoletja. Dogajanje je postavljeno v industrijsko mesto Lodž, ki ga Wajda prikaže kot mesto z umazanimi in nevarnimi tovarnami ter bogatimi prebivalci brez okusa in kulture. Pri tem se zgleduje po Charlesu Dickensu, Émileju Zolaju in Maksimu Gorkiju, kot tudi nemških ekspresionistih.
Film je bil premierno prikazan 21. februarja 1975 v poljskih kinematografih. Kot poljski kandidat je bil nominiran za oskarja za najboljši mednarodni celovečerni film na 48. podelitvi. Na Mednarodnem filmskem festivalu v Moskvi je osvojil glavno nagrado za najboljši film. Leta 2015 je bil v anketi Poljskega muzeja kinematografije izbran za najboljši poljski film vseh časov.

## Vloge
- Daniel Olbrychski kot Karol Borowiecki
- Wojciech Pszoniak kot Moritz Welt
- Andrzej Seweryn kot Maks Baum
- Kalina Jędrusik kot Lucy Zucker
- Anna Nehrebecka kot Anka
- Bożena Dykiel kot Mada Müller
- Andrzej Szalawski kot Herman Bucholz
- Stanisław Igar kot Grünspan
- Franciszek Pieczka kot g. Müller
- Kazimierz Opaliński kot Maksov oče
- Andrzej Łapicki kot Trawiński
- Wojciech Siemion kot Wilczek
- Tadeusz Białoszczyński kot Karolov oče
- Zbigniew Zapasiewicz kot Kessler
- Jerzy Nowak kot Zucker
- Piotr Fronczewski kot Horn
- Jerzy Zelnik kot Stein
- Maciej Góraj kot Adam Malinowski
- Grażyna Michalska kot Zośka Malinowska
- Włodzimierz Boruński kot Halpern
- Danuta Wodyńska kot  ga. Müllerowa
- Marian Glinka kot Wilhelm Müller
- Jadwiga Andrzejewska  ga. Bucholz
- Aleksander Dzwonkowski kot Zajączkowski
- Zdzisław Kuźniar kot Kaczmarek
- Halina Gryglaszewska kot  ga. Malinowska
- Jerzy Oblamski kot g. Malinowski